# Iepure roșu
Iepurii roșii sunt cele patru specii de iepuri africani ce alcătuiesc genul Pronolagus.

## Istorie taxonomică
Speciile din acest gen au fost anterior clasificate în genul Lepus, așa cum a făcut J. E. Gray, sau în Oryctolagus, așa cum a făcut Charles Immanuel Forsyth Major.
Genul Pronolagus a fost propus de Marcus Ward Lyon, Jr. în anul 1904, pe baza unui schelet care a fost etichetat ca Lepus crassicaudatus I. Geoffroy, 1832. Lyon a recunoscut ulterior munca lui Oldfield Thomas și Harold Schwann, care au dezbătut că specimenul particular aparținea unei specii numite Pronolagus ruddi Thomas și Schwann 1905; a scris că specia tip „ar trebui să rămână ca Pronolagus crassicaudatus Lyon (nu Geoffroy) = Pronolagus ruddi Thomas și Schwann”.
P. ruddi nu mai este privită ca o specie separată, ci în schimb drept subspecie a iepurelui roșu cu coada groasă (P. crassicaudatus).
În anii 1950, John Ellerman și Terence Morrison-Scott au clasificat Poelagus ca un subgen al Pronolagus. B. G. Lundholm a privit P. randensis ca un sinonim al P. crassicaudatus. Nici una dintre aceste clasificări nu mai primește mult sprijin.
Speciile anterior propuse în gen includ:
- P. melanurus (Rüppell, 1834)[15] (Acum un sinonim al P. rupestris)[6]
- P. ruddi Thomas & Schwann, 1905[9] (Acum un sinonim[6] sau subspecie[5][1] a P. crassicaudatus)
- †P. intermedius Jameson, 1909[16]
- P. whitei Roberts, 1938[17] (Acum un sinonim[6] sau subspecie[5][1] a P. randensis)
- P. caucinus Thomas, 1929[18] (Acum un sinonim[6] sau subspecie[5][1] a P. randensis)
- P. barretti Roberts, 1949[19] (Acum un sinonim al P. saundersiae)[6][5]

### Specii extante
Acest gen conține următoarele specii extante:
| Imagine | Denumire                                                | Autoritate        | Răspândire | Comentarii                                   |
| ------- | ------------------------------------------------------- | ----------------- | --- | -------------------------------------------- |
|         | Iepure roșu cu coada groasă (Pronolagus crassicaudatus) | I. Geoffroy, 1832 | Provinciile de sud-est ale Africii de Sud (Eastern Cape, Mpumalanga și KwaZulu-Natal), partea de est a țării Lesotho, Eswatini (Hoëveld și Lumbobo) și sudul țării Mozambic (Provincia Maputo) |                                              |
|         | Pronolagus randensis                                    | Jameson, 1907     | Africa de Sud, Angola, Botswana, Mozambique, Namibia și Zimbabwe |                                              |
|         | Iepure roșu al lui Smith (Pronolagus rupestris)         | A. Smith, 1834    | Kenya (Valea Riftului), Lesotho, Malawi, estul Rhodesia, Africa de Sud (Northern Cape, Free State și North West), Tanzania, Zambia și posibil și Namibia                                       |                                              |
|         | Pronolagus saundersiae                                  | Hewitt, 1927      | Africa de Sud (Limpopo, Eastern Cape, KwaZulu-Natal, Western Cape, Free State, Northern Cape, Mpumalanga), Eswatini și Lesotho                                                                 | Includerea sa în P. rupestris este obișnuită |

## Descriere
Printre caracteristicile animalelor din acest gen se numără: lipsa unui os interparietal la adulți, urechi scurte (6,3–10,6 cm) și lipsa unei dungi de-a lungul fălcii.

## Fosile
Un craniu fosilă al unui animal din acest gen a fost găsit în Africa de Sud; Henry Lyster Jameson a numit specia drept Pronolagus intermedius deoarece a fost descrisă ca fiind intermediară între P. crassiacaudatus și P. ruddi.

## Genetică
Toate speciile din acest gen au 21 de perechi de cromozomi (2n = 42). Cariotipul pentru P. rupestris a fost publicat. Cromozomii genului Pronolagus au fost supuși la patru fuziuni și o divizare din ipostaza ancestrală a ordinului Lagomorpha (2n=48), care să asemăna cu cariotipul genului Lepus.